# Walsdorf (Bajorország)
Walsdorf település Németországban, azon belül Bajorországban. Lakosainak száma 2683 fő (2023. december 31.).

## Népesség
A település népessége az elmúlt években az alábbi módon változott:
| Lakosok száma | 658  | 771  | 1232 | 1695 | 2544 | 2581 | 2605 | 2677 | 2566 | 2683 |
|               | 1875 | 1950 | 1975 | 1987 | 2012 | 2014 | 2016 | 2017 | 2021 | 2023 |